# Ремс
Ремс (нім. Rems) — річка в Німеччині, протікає землею Баден-Вюртемберг, річний індекс 23836. Площа басейну річки становить 567 км². Загальна довжина річки 78 км. Висота витоку 551 м. Висота гирла 203 м.
Річкова система річки — Неккар→Рейн. Перепад висот 348 м.